# Enos Bromage
Enos Bromage (22 tháng 10 năm 1898 – 7 tháng 4 năm 1978) là một cầu thủ bóng đá người Anh của thập niên 1920. Sinh ra ở Mickleover, ông gia nhập Gillingham từ Derby County năm 1927 và có 21 lần ra sân cho câu lạc bộ ở Football League, ghi 6 bàn thắng. Ông rời đi để gia nhập West Bromwich Albion năm 1928.